# 24 tjasa
24 tjasa (russisk: 24 часа) er en russisk spillefilm fra 2000 af Aleksandr Atanesjan.

## Medvirkende
- Maksim Sukhanov som Felix
- Andrej Panin som Ljova Sjalamov
- Sergej Novikov som Garik Sjalamov
- Mikhail Kozakov som Kosta
- Tatjana Samoylova